# الطبيب السمناني
الطبيب السِّمناني (1286 - 1363 هـ / 1869 - 1944 م) هو طبيب عراقي.
حسب الزركلي ، فنسبه هو علي بن محمد السمناني الناصحي، وحسب الآقا بزرگ الطهراني فهو الميرزا علي ناصح المعروف بقربان علي بن محمد الطبيب السمناني النجفي. له تصانيف بالعربية والفارسية، منها «جواهر العيون» و«حفظ الصحة» و«قواعد الصحة» و«جواهر العلاج» وبالفارسية «گوهر المعاجين في الطب» فرغ من كتابته سنة 1346 هـ.